# Šesterokutna kristalna rešetka
U kristalografiji šesterokutna kristalna rešetka je jedan od 7 mogućih oblika kristalizacije u prirodi. Šesterokutna kristalna rešetka karakterizira se s tri vektora elementarne translacije od kojih su dve jednake dužine a treći različit. Za objašnjenje ove rešetke uvodi se dopunska os koja predstavlja simetralu između x i y osi.
| Ime                          | international                                | Schoenflies | primjer               |
| diheksagonalna bipiramidalna | {\displaystyle \mathrm {{\frac {6}{m}}mm} }  | D6h         | beril                 |
| dvošesterokutno piramidalna  | {\displaystyle \mathrm {6mm} \,}             | C6v         | greenockit            |
| šesterokutno bipiramidalna   | {\displaystyle \mathrm {\frac {6}{m}} }      | C6h         | apatit                |
| šesterokutno piramidalna     | {\displaystyle \mathrm {6} \,}               | C6          | nefelin               |
| šesterokutno trapezohedralna | {\displaystyle 622\,}                        | D6          | kalsilit visoki kvarc |
| dvotrokutno bipiramidalna    | {\displaystyle \mathrm {{\overline {6}}2m} } | D3h         | benitoit              |
| trokutno bipiramidalna       | {\displaystyle {\overline {6}}}              | C3h         | nijedan               |

Kristali heksagonalne holoedrije mogu imati proto i/ili deftero orijentaciju. Jednostavni oblici kristala u heksagonalnoj holoedriji su:
- baza
- heksagonalna prizma
- diheksagonalna prizma
- heksagonalna bipiramida
- diheksagonalna bipiramida